# Râul Lespezi, Blidul
Râul Lespezi este un afluent al râului Blidul. 

## Hărți
- Harta Județului Brașov
- Harta Munților Bucegi  Arhivat în 28 mai 2008, la Wayback Machine.